# مجموعة فوتورانتيم
شركة فوتورانتيم ش.م. هي شركة قابضة استثمارية ذات رأس مال دائم، تتبع نهجًا استثماريًا طويل الأجل. تعمل شركاتها في 16 دولة وفي قطاعات اقتصادية مختلفة، مثل مواد البناء، والتمويل، والألمنيوم، والطاقة النظيفة والمتجددة ، والمعادن والتعدين، وعصير البرتقال، والصلب الطويل، ومشاريع النمو، والعقارات، والبنية التحتية. 
تعتبر شركة فوتورانتيم واحدة من الشركات البرازيلية القليلة  التي حصلت على تصنيف استثماري من قبل وكالات التصنيف الائتماني الرئيسية الثلاث في العالم: تصنيفات إس آند بي غلوبال و وكالة فيتش  و خدمة المستثمرين من وكالة موديز . 
الشركة هي أيضًا عضو في اف سي ال تي العالمية ، وهي منظمة غير ربحية تنتج أبحاثًا وأدوات تعزز الاستثمار طويل الأجل واستراتيجيات الأعمال،  وموقعة على الميثاق العالمي للأمم المتحدة منذ عام 2011. 

## روابط خارجية
- Votorantim Cimentos ترفع خطط الاكتتاب العام في البرازيل إلى 12.7 مليار دولار 17 أبريل 2013 Bloomberg.com